# Maude Adams
Maude Adams (właśc. Maude Ewing Adams Kiskadden; ur. 11 listopada 1872 w Salt Lake City, zm. 17 lipca 1953 w Tannersville) – amerykańska aktorka teatralna.

## Życiorys
Urodziła się jako Maude Ewing Kiskadden w Salt Lake City (Utah), córka bankiera Jamesa Henry'ego Kiskaddena i aktorki Asenath Ann Adams. Matka Adamsa wychowała się jako mormonka, ale wyszła za mąż poza swoim kościołem. Adams, jedyne ich dziecko, została przedstawiona publiczności w wieku 9 miesięcy i swoją pierwszą rolę przemawiającą przyjęła w wieku 5 lat. Od początku swojej kariery posługiwała się nazwiskiem panieńskim matki. Często występowała z matką w spółkach akcyjnych, najpierw w Salt Lake City, potem w 1874 r. w Virginia City (Nevada), w 1875 r. w San Francisco i na trasach koncertowych po całym Zachodzie. Informacje na temat edukacji Adamsa są różne, najdłuższe szacunki mówią, że uczyła się w wieku od 6 do 16 lat. Według biografii Phyllis Robbins (poinformowanej przez matkę i różnych innych członków rodziny i poprawionej w rękopisie przez samą Adams), miała tylko krótko przerywaną naukę, zanim spędziła dziesiąty i jedenasty rok w Instytucie Kolegialnym w Salt Lake City, pod opieką babki ze strony matki. Formalne korepetycje zakończyły się, gdy zmarł jej ojciec, a Adams została wezwana do San Francisco, aby dołączył do jej matki.

## Kariera
Koncertowała razem z matką do 1888 r., kiedy to Adams otrzymała swój pierwszy angaż w firmie z siedzibą w Nowym Jorku. Kilka lat współpracowała z E. H. Sothernem, zanim Adams odniosła sukces w 1892 r. w filmie Charlesa Hoyta A Midnight Bell i została zatrudniona przez Charlesa Frohmana, pracując dlań od 1892 do 1898 r., u boku Johna Drew. W tym czasie jej specjalnością była lekka komedia - jej styl podkreślał delikatność, prostotę i urok. Na przykład w 1892 r. w Balu maskowym Clyde'a Fitcha wcieliła się w młodą żonę, która karze męża, udając, że jest pod wpływem alkoholu. Zamiast zataczać się fizycznie lub niewyraźnie mówić, wskazała na swoją niepewność sposobem, w jaki trzymała różę o długiej łodydze. Jej zdolność do zachowywania łagodności podczas tych pozorów wywołała pełne aplauzu 2 minuty.
Znana była szczególnie ze swych występów na Broadwayu.

## Życie prywatne
Była lesbijką. Relacje homoseksualne łączyły ją z aktorkami Spring Byington, Katharine Cornell i Allą Nazimovą, szczególnie zażyły związek zaś – z poetką Mercedes de Acosta.

## Galeria

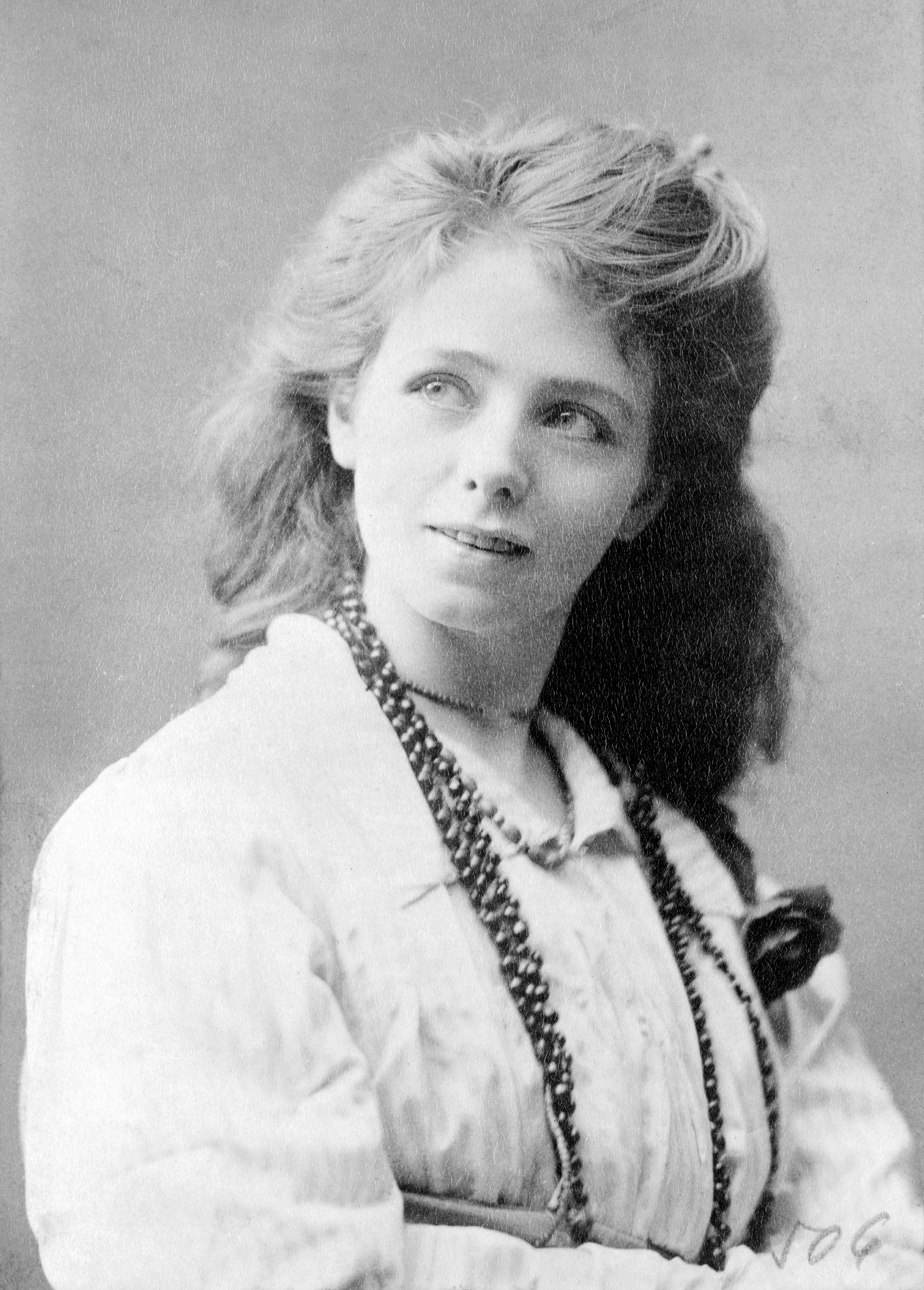
Maude Adams (1897)
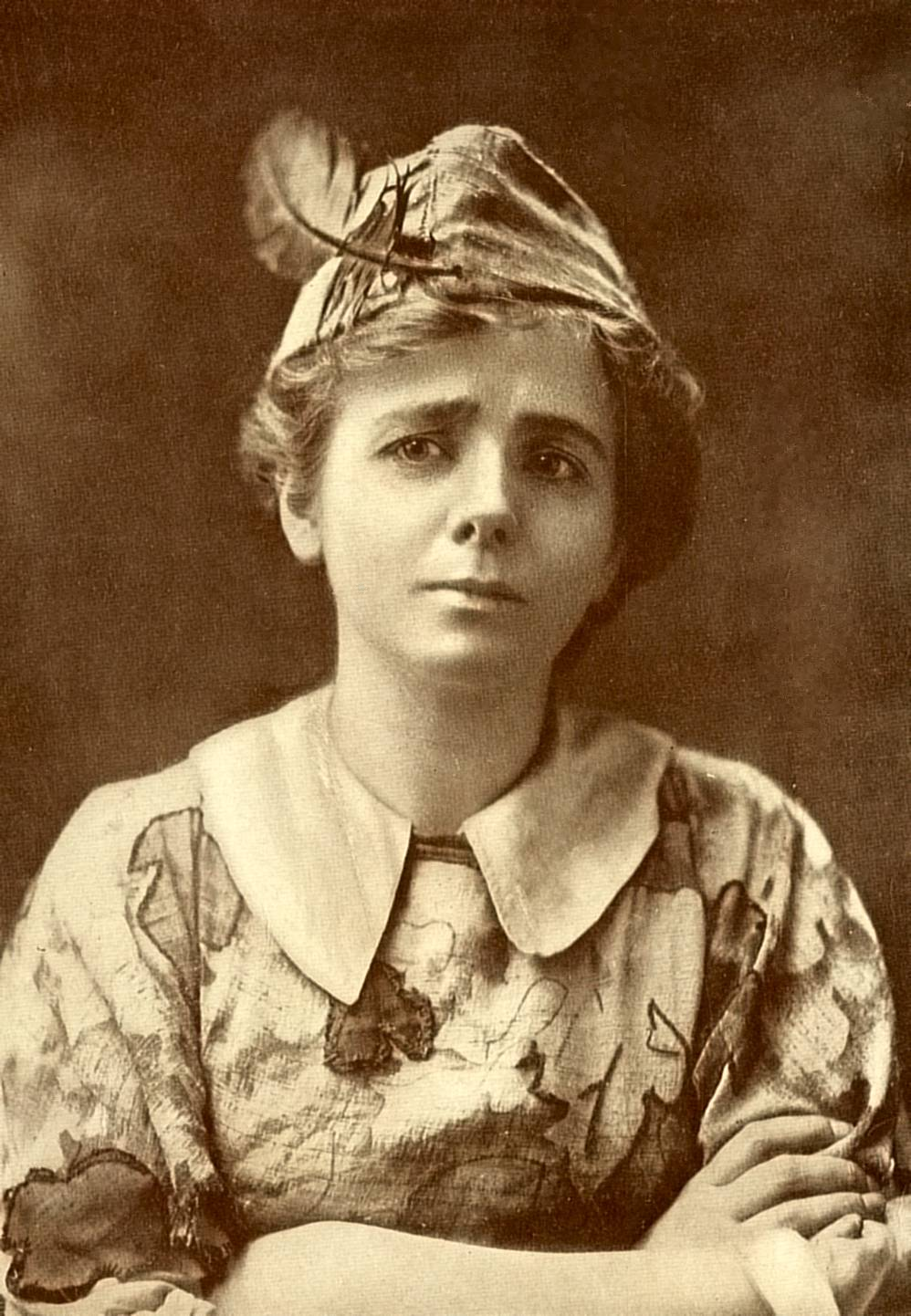
M. Adams w roli Piotrusia Pana
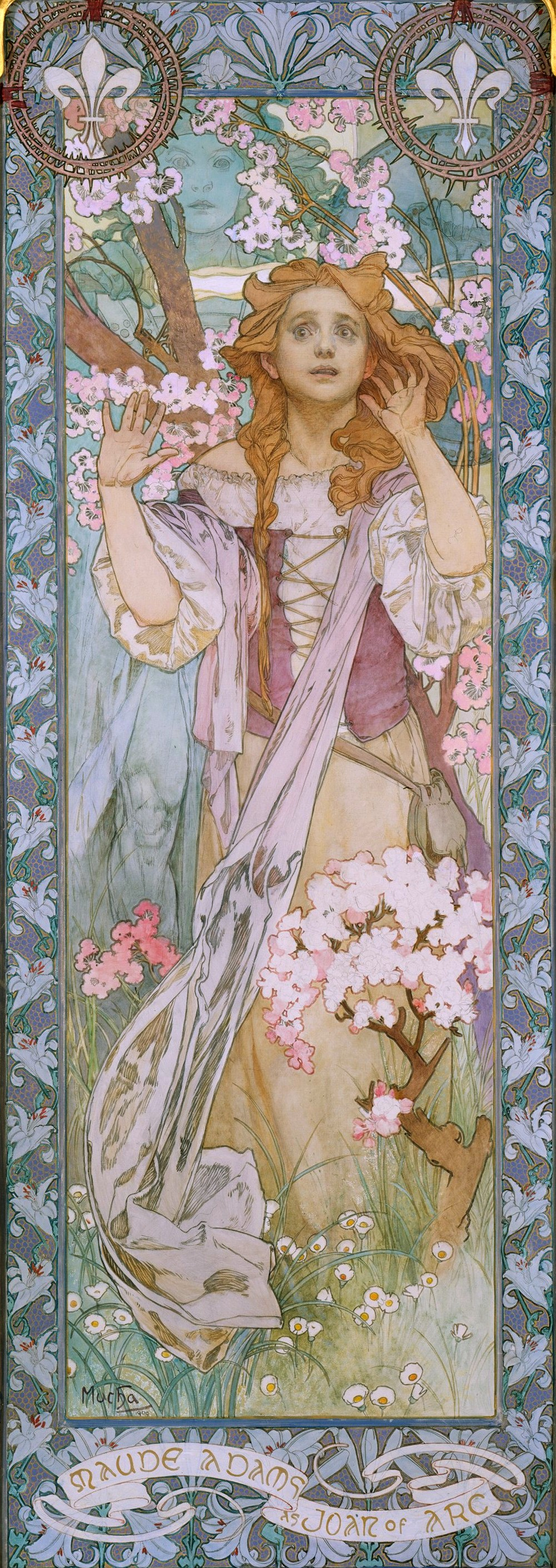
M. Adams jako Joanna d’Arc, Alfons Mucha, plakat z 1909 r.